# Владо Кољеншић
Владо Кољеншић (Сретња, код Даниловграда, 16. јун 1911 — Улцињ, 15. јун 1984) био је учесник Народноослободилачке борбе и генерал-мајор ЈНА.

## Биографија
Рођен је 16. јуна 1911. године у селу Сретња код Даниловграда у породици Лазара Кољеншића. Гимназију је учио у Никшићу, а Правни факултет у Београду. Завршио је и Школу резервних официра. Припадао је напредном студентском покрету, а члан КПЈ постао је јуна 1941. године. Активно је учествовао у Тринаестојулском устанку. Током 1941. године био је комесар чете, па заменик команданта батаљона у Никшићком НОП одреду и комесар чете у Комском одреду. На дан формирања Пете пролетерске црногорске бригаде био је њен борац, а након тога био је у крајишким јединицама шеф обавештајног центра бригаде и дивизије. Од октобра 1942. године до фебруара 1943. године био је помоћник команданта Команде места Гламоч.
Након рата налазио се на разним дужностима у Државном секретаријату за народну одбрану. Завршио је Вишу војну академију ЈНА. Активна служба у ЈНА престала му је 1968. године.
Преминуо је у Улцињу, 15. јуна 1984. године. Сахрањен је у Београду.